# 요시유키 카즈코

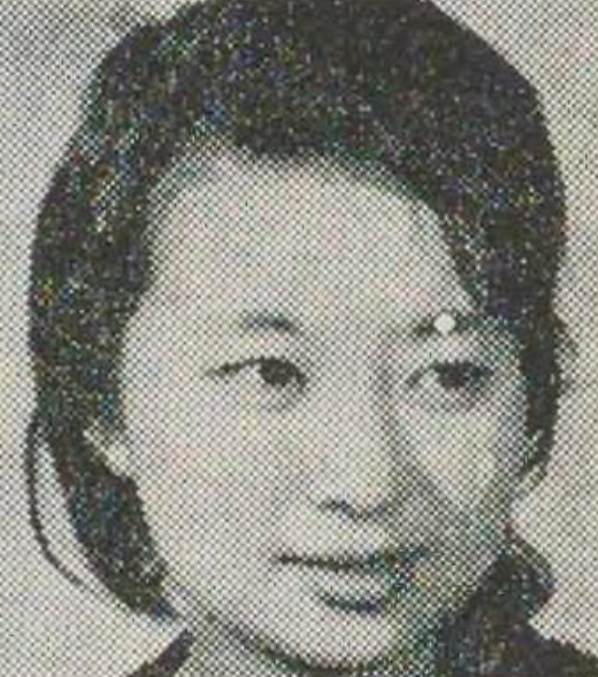

요시유키 카즈코(Kazuko Yoshiyuki, 1935년 8월 9일 ~ )는 일본의 배우, 일본의 성우이다.
도쿄에서 태어났다.

## 방송
- 스니퍼 후각수사관
- 골드우먼
- 커피집의 사람들
- 잘 먹었습니다
- 24개의 눈동자

## 영화
- 왓 어 원더풀 패밀리! 3: 마이 와이프, 마이 라이프 (2018년)
- 하루나레야 (2017년)
- 가족은 괴로워2 (2017년)
- 아인 (2017년)
- 바다참새 (2016년) - 토메 역
- 골드우먼 (2016년)
- 나츠미의 반딧불 (2016년)
- 동경가족: 두 번째 이야기 (2016년)
- 커피집의 사람들 (2014년)
- 더 러브 앤 데스 오브 카오루 미타라이 (2014년)
- 작은 집 (2014년)
- 추억의 마니 (2014년) - 내니 목소리 역
- 어 스파클 오브 라이프 (2013년)
- 스타맨 이 별의 사랑 (2013년)
- 잘 먹었습니다 (2013년)
- 히마와리와 나의 7일 (2013년) - 칸자키 코토에 역
- 동경가족 (2013년) - 히라야마 토미코 역
- 고잉 마이 홈 (2012년)
- 이로도리 인생2막 (2012년) - 카오루 역
- 레일웨이즈 : 사랑을 전할 수 없는 어른들에게 (2011년) - 이노우에 노부코 역
- 쉐어 하우스 (2011년)
- 코이타니바시 (2011년)
- 레오니 (2010년) - 키쿠 역
- 불모지대 (2009년)
- 앤을 찾아서 (2009년)
- 이케와 나 (2009년)
- 베이비, 베이비, 베이비! (2009년)
- 싸이보그 그녀 (2008년) - 지로의 할머니 역
- 벼랑 위의 포뇨 (2008년) - 토키 목소리 역
- 굿' 바이: Good & Bye (2008년)
- 20세기 소년 (2008년)
- 감독 만세! (2007년)
- 특급 타나카 3호 (2007년)
- 마이코 한!!! (2007년)
- 지하철을 타고 (2006년)
- 사가현의 대단한 할머니 (2006년)
- 울 100% (2005년) - 카메 역
- 이 가슴 가득한 사랑을 (2005년)
- 카마타 행진곡 (2005년)
- 천년화 (2004년)
- 귀향 (2004년)
- 낚시 바보 일지 15 (2004년)
- 예언 (2004년)
- 간호사의 일 - 극장판 (2002년)
- 소중한 사람 (2002년) - 마사코 역
- 릴리 페스티벌 (2001년)
- 신설국 (2001년)
- 고하토 (1999년) - 오마츠 역
- 기쿠지로의 여름 (1999년)
- 축하합니다 & 애도합니다 (1996년)
- 히메유리의 탑 (1995년)
- 네토라레 소스케 (1992년)
- 후따리 (1991년)
- 영원의 2분의 1 (1987년)
- 이누시누니 세시모노 (1986년)
- 아마기 고개 (1983년)
- 10층의 모기 (1983년)
- 3학년 B반 킨파치 선생님 2 (1980년)
- 3학년 B반 킨파치 선생님 (1979년)
- 골든 파트너스 (1979년)
- 열정의 제국 (1978년)
- 수라설희 2 (1974년)
- 일본 요괴 사토리 (1973년)
- 그 녀석과 나 (1961년)
- 짐승의 수면 (1960년)